# Chris Cohen
Christopher David „Chris” Cohen (5 marca 1987 w Norwich) – angielski piłkarz, który występował na pozycji pomocnika. Wieloletni zawodnik angielskiego Nottingham Forrest. Były młodzieżowy reprezentant Anglii. Wychowanek West Hamu.

## Kariera

### West Ham United
Cohen grał w juniorskich zespołach West Ham United. Do klubu tego dołączył w wieku 6 lat po tym, jak jeden ze scoutów wypatrzył go podczas gry dla amatorskiego zespołu. W sezonie 2003/2004 włączono go do pierwszego zespołu. Zadebiutował w nim w wieku 16 lat, wchodząc z ławki rezerwowych w wygranym 3:2 spotkaniu z Sunderlandem, 13 grudnia 2003 roku. Stał się tym samym najmłodszym graczem West Ham od 80 lat. Do końca sezonu Cohen zagrał jeszcze w sześciu meczach. W następnym sezonie wystąpił natomiast 14 razy we wszystkich rozgrywkach.

### Yeovil Town
Po awansie klubu do Premier League, Cohen miał mniej szans na grę w pierwszym zespole West Ham United. Po jednym występie w Pucharze Ligi we wrześniu, Cohen w listopadzie 2005 roku został wypożyczony na miesiąc do Yeovil Town. W czasie zimowego okienka transferowego okres ten został przedłużony do końca sezonu. Cały sezon Cohen zakończył z 31 występami i jedną bramką dla Yeovil. 28 czerwca 2006 roku klub ten wykupił go od West Ham United i Cohen podpisał dwuletnią umowę. Yeovil odpadło z Pucharu Anglii po porażce z Rushden & Diamonds, szkoleniowiec klubu Russell Slade nie krytykował Cohena, tylko pochwalił go za dobry występ. Slade powiedział, że zrobiłby wszystko, co w jego mocy, aby zawodnik został w drużynie oraz przyznał, że w styczniu 2007 roku jego klub otrzymał ofertę od Nottingham Forest. Po sezonie 2006/2007 Cohen został wybrany najlepszym piłkarzem klubu oraz najlepszym piłkarzem klubu młodego pokolenia. Ogółem zagrał 81 razy dla Yeovil i zdobył osiem bramek.

### Nottingham Forest
Za sumę 1,2 miliona funtów 6 lipca 2007 roku Cohen wraz z Arronem Daviesem przeszli do Nottingham Forest. Podpisali czteroletni kontrakt z klubem. Anglik nie grał na początku sezonu 2007/2008 z powodu kontuzji. Do gry powrócił w wygranym 2:0 meczu z Port Vale. Występ Cohena określano jako bardzo dobry, piłkarz znacznie przyczynił się do pierwszej bramki. Pochwalił go szkoleniowiec Nottingham Forest Colin Calderwood. Przyczynił się także do serii ośmiu meczów bez porażki. Jego klub w grudniu 2008 roku znajdował się na drugim miejscu w tabeli. W spotkaniu z Huddersfield Town (wygrana 2:1) zdobył pierwszego gola dla swojego klubu, po trzech minutach od wejścia na boisko wyrównał wynik meczu. W całym sezonie Cohen był podstawowym graczem, nie zagrał tylko w pierwszych pięciu ligowych meczach z powodu kontuzji, której doznał w jednym ze sparingów. Jego klub awansował również do Championship.
W sezonie 2008/2009 nie stracił miejsca w składzie. Po zremisowanym 0:0 meczu z Charltonem Athletic, Alan Pardew pochwalił go i powiedział, że Cohen był najlepszym graczem na boisku. Pod koniec sezonu został wybrany przez fanów najlepszym piłkarzem klubu.
22 maja 2009 Cohen przedłużył swój kontrakt z Nottingham Forest o cztery lata, do roku 2013.

## Sukcesy
- Piłkarz sezonu Nottingham Forest: 2008/09, 2012/13